# Vin Diesel
Vin Diesel, pseudoniem van Mark Sinclair Vincent  (Alameda County (Californië), 18 juli 1967), is een Amerikaans acteur, schrijver, muzikant, producer en regisseur.

## Biografie
Al op jonge leeftijd maakte Diesel zijn debuut in het theater For the New city en raakte hij geïnteresseerd in het schrijven van scenario's, waarna hij naar het Hunter College ging om dat te leren.
Diesel had tijdens zijn opleiding bijbaantjes als portier bij discotheek Tunnel. Hier zou hij aan zijn bijnaam Diesel zijn gekomen: zijn collega's vonden dat hij veel energie had. Hij deed ook indertijd veel audities en vertelde castingbureaus dat hij ervaring had met theaterrollen, die hij dankzij zijn vader had gekregen. Het wilde echter niet goed lukken. Niettemin maakte Diesel zijn debuut, in een bijrol in de film Awakenings. Om te proberen definitief door te breken besloot hij vervolgens een korte film te maken; Multi-Facial, over een acteur die probeert door te breken. De film werd op het Filmfestival van Cannes gedraaid en aardig ontvangen. Toen Diesel zich aan het voorbereiden was op de film Strays, werd hij door Steven Spielberg gevraagd auditie te doen voor Saving Private Ryan. Na deze film kwam zijn carrière pas echt van de grond. De films The Chronicles of Riddick: Pitch Black en The Chronicles of Riddick maakten van hem een sf-actieheld. Hierna speelde hij een van de hoofdrollen in The Fast and the Furious-reeks waarvan hij alleen in de tweede film uit 2003 geen rol speelde.
In 2013 kreeg Diesel een ster op de Hollywood Walk of Fame.

## Privéleven
Diesel heeft een relatie met model Paloma Jimenez. Samen hebben ze drie kinderen.